# 코린가젤
코린가젤 또는 붉은이마가젤(Eudorcas rufifrons)은 가젤의 일종이다. 생물학적으로 다른 가젤들보단 톰슨가젤 쪽에 더 가깝다.